# Неделчо Нанев
Неделчо Петров Нанев е български кинооператор и художник.

## Биография
Роден е в село Стряма на 25 август 1930 г. През 1948 г. завършва гимназия в Пловдив, а след това започва да учи живопис при проф. Ненко Балкански и сценография при проф. Иван Пенков във Националната художествена академия „Николай Павлович". По-късно продължава образованието си в Москва и през 1957 г. завършва Всесъюзния институт специалност кинемография при проф. Шагал. Впоследствие специализира филмова декорация при проф. Дубровски-Ешке и проф. Шпинел.
От 1960 г. е член на Съюза на българските художници и на Съюза на филмовите дейци. В периода от 1971 до 1974 г. преподава в град Оран, Алжир, където прави и две самостоятелни изложби. Неделчо Нанев е почетен член на Съюза на алжирските художници. Преподава рисуване, живопис и цветознание в Национална художествена академия от 1974 до 1990 г. В периода 1991 до 1992 г. работи в Мадрид, Париж и Толедо. 
Художник на над 10 игрални филма. Автор, художник, режисьор и оператор на 52 документални филма и други 48 филма за изкуство.
На живописта се посвещава повече през последните години. Има самостоятелни изложби в София, Пловдив, Бургас, и Варна. Участва в редица общи национални и международни изложби във Франция, Полша, Алжир, Монголия, Нигерия, Германи и Русия.
Последните години от живота си Неделчо Нанев живее в село Черноморец. Умира на 30 октомври 2013 г.

## Филмография

### Художник
- Любимец 13 (1958)
- В тиха вечер (1960)
- Бъди щастлива, Ани (1961)
- Крадецът на праскови (1964)

### Оператор
- Невероятна история (1964)
- Старинната монета (1965)
- Цар Иван Шишман (1969)